# Joris Van Hauthem
Joris Johan Albert Van Hauthem (Anderlecht, 29 november 1963 – Sint-Martens-Lennik, 25 maart 2015) was een Belgisch Vlaams-nationalistisch politicus.

## Levensloop
Van Hauthem studeerde aanvankelijk geschiedenis aan de Katholieke Universiteit Brussel. Hij werkte deze studies af aan de Katholieke Universiteit Leuven, waar hij in 1985 licentiaat in de moderne geschiedenis werd. Hij volgde er eveneens een opleiding in de audiovisuele communicatiemedia, die in 1986 voltooide. Van 1987 tot 1988 werkte hij als ambtenaar bij de telefoniemaatschappij RTT.
Tijdens zijn studies was Van Hauthem van 1981 tot 1986 actief bij de Nationalistische Studentenvereniging (NSV), waar hij het tot bestuurslid bracht. Van 1985 tot 1986 was hij eveneens hoofdredacteur van het NSV-blad Branding. Via de NSV werd hij politiek actief bij het Vlaams Blok. Van 1988 tot 1989 was hij parlementair secretaris van Filip Dewinter, die toen voor deze partij in de Kamer van volksvertegenwoordigers zetelde. In 1989 trad Van Hauthem toe tot het partijbestuur van het Vlaams Blok en van 1990 tot 2001 was hij hoofdredacteur van het magazine van de partij, dat tevens Vlaams Blok heette. Daarnaast was hij jarenlang nationaal woordvoerder van de partij.
Hij begon zijn politieke loopbaan als lid van het Brussels Hoofdstedelijk Parlement, waar hij zetelde van 1989 tot 1994. Hij was daarmee een van de eerste parlementsleden van het Vlaams Blok/Vlaams Belang. Tevens zetelde hij van 1991 tot 1995 in de Kamer van volksvertegenwoordigers voor het arrondissement Brussel. In de periode januari 1992-mei 1995 had hij als gevolg van het toen bestaande dubbelmandaat ook zitting in de Vlaamse Raad. De Vlaamse Raad was vanaf 21 oktober 1980 de opvolger van de Cultuurraad voor de Nederlandse Cultuurgemeenschap, die op 7 december 1971 werd geïnstalleerd, en was de voorloper van het huidige Vlaams Parlement. Als parlementslid ging de aandacht van Van Hauthem voornamelijk uit naar de positie van Brussel in Vlaanderen, België en Europa, de communautaire problematiek rond de verfransing van de Brusselse Rand en de provincie Vlaams-Brabant en de migratievraagstuk in Brussel.
Bij de eerste rechtstreekse verkiezingen voor het Vlaams Parlement van 21 mei 1995 werd hij verkozen in de kieskring Halle-Vilvoorde. Ook na de volgende Vlaamse verkiezingen van 13 juni 1999, 13 juni 2004 en 7 juni 2009  bleef hij Vlaams volksvertegenwoordiger tot mei 2014.  Gedurende zijn periode in het Vlaams Parlement was hij van 1995 tot 1999 secretaris van de commissie Staatshervorming en Algemene Zaken, van 1995 tot 1999 en van 2001 tot 2005 lid van de commissie Onderwijs, Vorming en Wetenschapsbeleid (vanaf 2004 tevens bevoegd voor Innovatie), van 1999 tot 2004 lid van de commissie Institutionele en Bestuurlijke Hervorming en Ambtenarenzaken, van 1999 tot 2004 en van 2009 tot 2014 lid van de commissie Brussel en Vlaamse Rand en van 2004 tot 2009 lid van de commissie Binnenlandse Aangelegenheden, Bestuurszaken en Institutionele en Bestuurlijke Hervorming en van 2009 tot 2014 lid van de commissie Bestuurszaken, Binnenlands Bestuur, Inburgering en Toerisme. Van juli 2009 tot april 2012 maakte hij als zesde ondervoorzitter deel uit van het Bureau (dagelijks bestuur) van het Vlaams Parlement, waarna hij tot mei 2014 de Vlaams Belang-fractie voorzat. Vanaf 30 juni 2014 mocht hij zich ereondervoorzitter van het Vlaams Parlement noemen. Die eretitel werd hem toegekend door het Bureau van deze assemblee.
Tussen juni 1995 en juli 2010 werd hij door het Vlaams Parlement aangewezen als gemeenschapssenator in de Senaat. Daar zetelde hij in de commissie Institutionele Hervormingen, waarvan hij van 2007 tot 2010 ondervoorzitter was. In de Senaat was hij van 1999 tot 2004 eveneens ondervoorzitter en van 2004 tot 2009 fractieleider voor zijn partij.
Van 2001 tot 2015 was hij ook gemeenteraadslid van Lennik. Enkele dagen voor zijn dood in maart 2015 nam hij ontslag. Hij overleed thuis in zijn slaap aan de gevolgen van kanker.